# قیمیرلی
قیمیرلی (به لاتین: Qımırlı) یک منطقه مسکونی در جمهوری آذربایجان است که در شهرستان قاخ واقع شده است.